# Christophe Nambotin
Christophe Nambotin   (Ambérieu-en-Bugey, 4 de gener de 1984) és un pilot d'enduro francès que va ser tres vegades Campió del Món entre el 2012 i el 2014 (una en categoria E1 i dues en E3). Al llarg de la seva carrera ha obtingut també sis victòries als Sis Dies Internacionals d'Enduro com a membre de l'equip estatal francès al Trofeu i dues d'individuals absolutes (2009 i 2012), a més d'onze campionats de França.
Nascut a Ambérieu-en-Bugey, Nambot va passar la seva infantesa i joventut a Bouvesse-Quirieu, al departament d'Isèra (Alvèrnia-Roine-Alps), on va debutar en competició al circuit de motocròs local. El va entrenar l'ex-campió del món de motocròs Jacky Vimond. Actualment resideix a Saint-Sébastien-de-Raids i competeix com a membre del Moto Club d'Ouville.

## Palmarès
Font:
- 3 Campionats del món d'Enduro:
  - 2012-2013: E3 (KTM)
  - 2014: E1 (KTM)
- 6 Victòries per equips al Trofeu dels ISDE (2008-2010, 2012, 2014, 2017)
- 2 Victòries absolutes als ISDE (2009, 2012)
- 1 Campionat de França d'E1 (2014)
- 10 Campionats de França d'E3 (2008-2013, 2017-2019, 2021)